# Kleiner Winkerfrosch

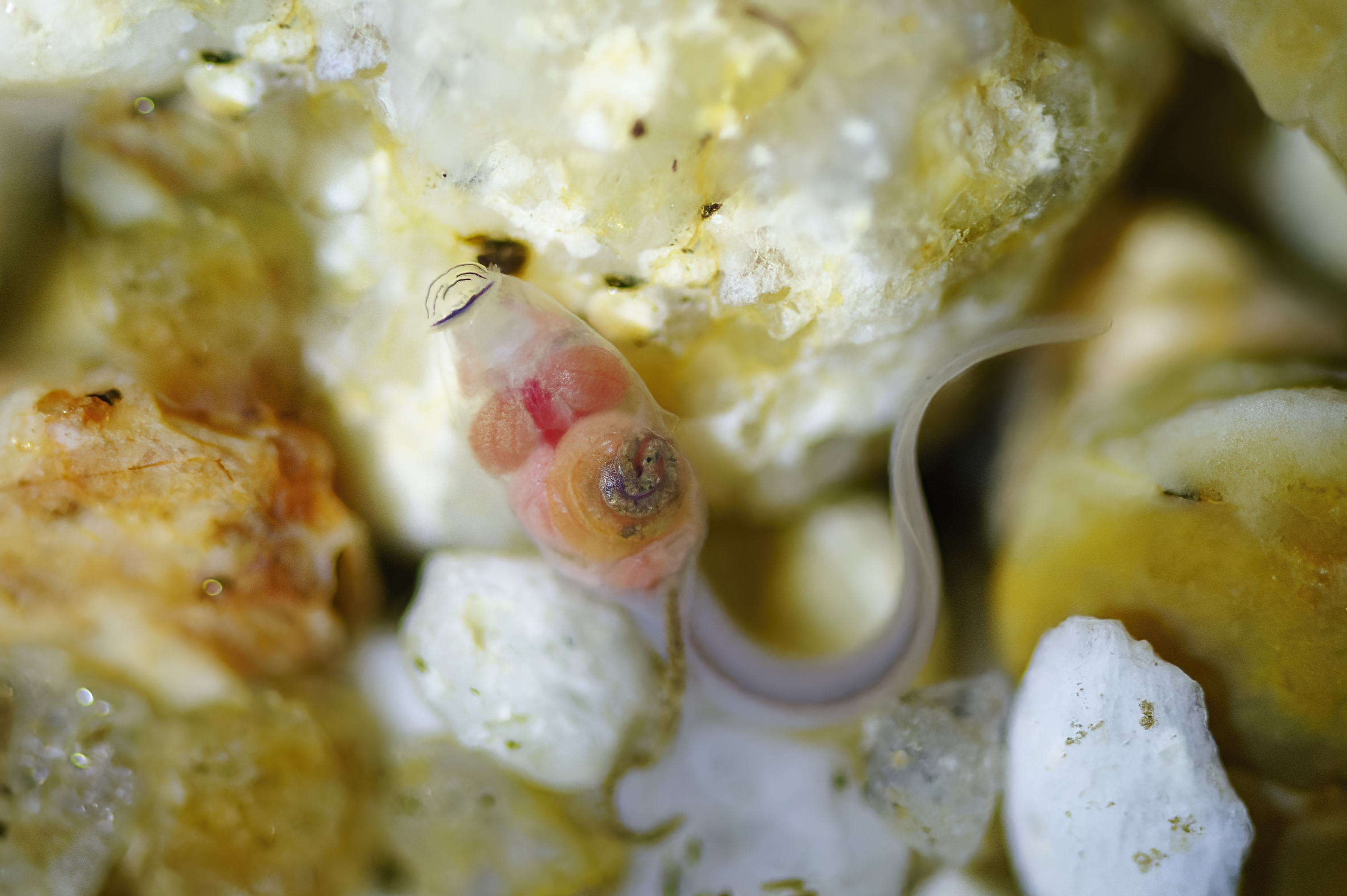
Kaulquappe des Kleinen Winkerfrosches

Der Kleine Winkerfrosch (Staurois parvus, von griech. stauros = Kreuz, Pfahl und lat. parvus = klein) ist eine Art der Gattung Winkerfrösche (Staurois) aus der Familie der Echten Frösche.
Lange Zeit wurde der Kleine Winkerfrosch (Staurois parvus) als Synonym zu Staurois tuberilinguis gestellt. Erst seit dem letzten Jahrzehnt gilt Starois tuberilinguis nach Matsui (2007) als eigene Art.

## Verbreitung
Da er erst seit kurzem als eigene Art geführt wird, ist über das genaue Verbreitungsgebiet des Kleinen Winkerfroschs noch wenig bekannt. Nach bisherigem Kenntnisstand kommt die Art nur im malaiischen Teil von Borneo vor. Die zwei bisher getätigten Funde waren 1960 die von Inger und Haile am Akah-Fluss in der Provinz Sarawak und von Matsui 2007 am Crocker Range in Sabah. Sie wurden in Höhen zwischen 750 und 820 Metern Seehöhe getätigt. Es wird aber vermutet, dass die Art häufiger auftritt, vor allem auf der weiten Strecke zwischen diesen beiden Orten. In der Crocker Range ist er jedenfalls häufig. Die Weltnaturschutzunion stuft die Art als gefährdet (vulnerable) ein.

## Habitat
Er lebt an den Bänken von kleinen, klaren, felsigen Bächen in primären Regenwäldern. Man findet sie meistens auf Felsen sitzend entlang oder mitten in Flüssen, vor allem an Stromschnellen.

## Verhalten
Die Eiablage findet im Fluss statt.